# コルバーンのJ因子
コルバーンのJ因子（コルバーンのジェーいんし）は流体力学・熱力学に登場する無次元数。境膜での熱・物質・運動量移動についての物理量である。Allan Philip Colburnらが提案した。単にj因子ともいう。以下の公式で求められる。
{\displaystyle j_{H}=St_{H}Pr^{2/3}=NuRePr^{1/3}}
ただし、{\displaystyle j_{H}}はJ因子、{\displaystyle St_{H}}は熱の移動についてのスタントン数、{\displaystyle Pr}はプラントル数、{\displaystyle Nu}はヌセルト数、{\displaystyle Re}はレイノルズ数を表す。円管内で流体が混流している場所でのJ因子は、流体の圧損失についての摩擦係数の半分になることが知られている。